# Юзеф Гебда
Юзеф Гебда (пол. Józef Hebda; нар. 7 жовтня 1906, Львів - пом. 23 вересня 1975, Краків) — польський тенісист-любитель. Неодноразовий чемпіон Польщі, чемпіон СРСР 1940 року в одиночному розряді, переможець міжнародних турнірів в Варшаві і Каннах.

## Біографія
Юзеф Гебда, з дитинства захоплювався футболом, тенісом зацікавився тільки в 20 років, але завдяки хорошій фізичній підготовці вже через три роки входив в десятку кращих тенісистів Польщі, а в 1931 році став членом національної збірної в Кубку Девіса, взявши участь в «сухій» перемозі над норвежцями.
У 1932 році Гебда вперше став чемпіоном Польщі в одиночному розряді, обігравши в фіналі Ігнація Тлочинського. У цьому ж році він виграв Міжнародний чемпіонат Польщі, перемігши у фіналі все того ж Тлочинського. На наступний рік він повторив свій успіх і в національному, і в Міжнародному чемпіонаті Польщі, де на цей раз переміг у фіналі американського ветерана Вітмена, а також виграв міжнародний турнір в Каннах, де його суперником у фіналі знову був Тлочинський. Ще два чемпіонські титули він добув в 1935 і 1936 роках. Його гра в ці роки, як відзначали коментатори, була вкрай нерівною, але в свої кращі дні він виступав блискуче. Прикладом може служити матч Кубка Девіса 1932 року, коли в поєдинку з італійцем Емануеле Серторіо Гебда, програючи в першому сеті 1-5, виграв 18 геймів поспіль і закінчив гру з рахунком 7-5, 6-0, 6-0 . Серед переможених ним суперників були знаменитий француз Жан Боротра, австралієць Вів'єн Макграт і німець Хеннер Хенкель  У 1938 році поляки за участю Гебди виграли Кубок Центральної Європи, в якому, крім них, брали участь команди Італії, Угорщини, Чехословаччини та Югославії.
У 1940 році, після приєднання Західної України до СРСР, Гебда взяв участь в чемпіонаті СРСР з тенісу. Львівський майстер виграв титул чемпіона СРСР, не віддавши суперникам жодного сету. У 1941 році, після того, як Львів зайняли німецькі війська, він перебрався в Краків, де і прожив решту життя. Після війни він продовжував виступати в чемпіонатах Польщі, де в цілому завоював 13 титулів в різних розрядах, останній з яких припав на 1954 рік. У 1947 році він в останній раз зіграв за збірну Польщі проти команди Великої Британії, принісши команді очко в уже програному матчі.